# 丁罕
丁 罕（てい かん、生年不詳 - 999年）は、中国の北宋の軍人。本貫は潁州。

## 経歴
徴募に応じて衛士に任じられ、指揮使に累進した。太平興国4年（979年）、劉廷翰の下で徐河の戦いに参戦し、橋を奪った功績により、本軍都虞候に転じた。天武軍指揮使に累進し、奨州団練使を兼ねた。淳化3年（992年）、沢州団練使・覇州知州として出向した。黄河の決壊で城壁が壊れたため、丁罕は私財を供出して修築にあたった。淳化5年（994年）、容州観察使となり、霊環路行営都部署を兼ねた。李継遷と戦って、斬首した捕虜は数万をかぞえた。至道2年（996年）、李継隆の下で軍を率いて青岡峡に進出したが、李継遷が先に逃亡したため、10日ほど追いかけたすえに捕捉できずに帰還した。至道3年（997年）、密州観察使・知威虜軍に任じられた。咸平2年（999年）、死去した。
子に丁守徳があった。

## 伝記資料
- 『宋史』巻275 列伝第34